# Боари Нотр Дам
Боари Нотр Дам (фр. Boiry-Notre-Dame) насеље је и општина у североисточној Француској у региону Север-Па д Кале, у департману Па де Кале која припада префектури Арас.
По подацима из 2011. године у општини је живело 460 становника, а густина насељености је износила 75,29 становника/km². Општина се простире на површини од 6,11 km². Налази се на средњој надморској висини од 82 метара (максималној 95 m, а минималној 43 m).

## Демографија
| 1962. | 1968. | 1975. | 1982. | 1990. | 1999. | 2011. |
| ----- | ----- | ----- | ----- | ----- | ----- | ----- |
| 374   | 389   | 370   | 408   | 430   | 418   | 460   |

График промене броја становника у току последњих година